# San Dimas (métro de Los Angeles)
 (2025).
San Dimas est une future station de métro américaine à San Dimas, dans le comté de Los Angeles, en Californie. Située sur la ligne A du métro de Los Angeles entre Glendora et La Verne/Fairplex, elle doit ouvrir le 19 septembre 2025.